# Jake Stewart
Jake Stewart (Coventry, 2 de outubro de 1999) é um ciclista do Reino Unido que corre para a equipa
Groupama-FDJ.

## Resultados

### Clássicas e Campeonatos
| Corrida                      | Corrida                      | 2018 | 2019 | 2020 | 2021 |
| ---------------------------- | ---------------------------- | ---- | ---- | ---- | ---- |
| Omloop Het Nieuwsblad        | Omloop Het Nieuwsblad        | —    | —    | —    | 2.º  |
| Três Dias de Bruges–De Panne | Três Dias de Bruges–De Panne | —    | —    | Ab.  |      |
| Gante-Wevelgem               | Gante-Wevelgem               | —    | —    | 35.º |      |
|                              | Volta à Flandres             | —    | —    | Ab.  |      |
| Scheldeprijs                 | Scheldeprijs                 | —    | —    | 20.º |      |
| Reino Unido em Estrada       | Reino Unido em Estrada       | Ab.  | 11.º | X    |      |

## Equipas
- Groupama-FDJ Continental (2019-2020)
- Groupama-FDJ (2020-)